# Игумновский полигон
Полигон твёрдых бытовых отходов «Игумновский» — один из крупнейших по площади в Европе полигон для хранения твёрдых бытовых отходов, расположенный в 15 км от Нижнего Новгорода, близ Игумново на территории города Дзержинска. Эксплуатируется с 1983 года, в 2012 закрыт на рекультивацию. Ежегодно на свалке добавляется около 4 млн м³ мусора. Площадь полигона — 111,5 га.

## Экологические проблемы
Первое возгорание на полигоне произошло в конце 1980-х. В 2000-х годах горение стало непрерывным и продолжается уже более 5 лет, при этом дым распространяется вокруг, затрагивая близлежащие населённые пункты (Строителей, Горбатовка, Лесная Поляна и Гнилицкие Дворики). При попутном ветре дым достигал и Нижнего Новгорода.
Также на протяжении нескольких лет в результате нарушения технологии захоронения отходов производились систематические выбросы загрязняющих веществ в близлежащие водные объекты и подземные воды.
Тушение затруднено из-за образования свалочного газа, на 2008 год его скопившиеся объёмы оценивались в 3 млн м³.
В 2010 году мэр города Дзержинска высказал опасения, что в случае подъёма уровня Чебоксарского водохранилища произойдет подъём грунтовых вод и подтопление Игумновского полигона.

## Рекультивация
По состоянию на начало 2019 года в соответствии с проектными решениями было сформировано тело полигона и велись ежедневные работы по отсыпке полигона песком.